# Communauté de communes Cœur de Beauce
Die Communauté de communes Cœur de Beauce ist ein französischer Gemeindeverband mit der Rechtsform einer Communauté de communes im Département Eure-et-Loir in der Region Centre-Val de Loire. Der Gemeindeverband wurde am 1. Januar 2017 gegründet und umfasst 48 Gemeinden (Stand: 1. Januar 2019). Der Verwaltungssitz befindet sich im Ort Janville-en-Beauce.

## Historische Entwicklung
Der Gemeindeverband entstand mit Wirkung vom 1. Januar 2017 durch die Fusion der Vorgängerorganisationen
- Communauté de communes de la Beauce Vovéenne
- Communauté de communes de la Beauce d’Orgères und
- Communauté de communes de la Beauce de Janville.

Mit Wirkung vom 1. Januar 2018 verließen die Gemeinden Allonnes, Boisville-la-Saint-Père, Boncé und Theuville den Verband und schlossen sich der Communauté d’agglomération Chartres Métropole an. Gleichzeitig wechselten die Gemeinden Ardelu, Garancières-en-Beauce, Oysonville und Sainville von der Communauté de communes Portes Euréliennes d’Île-de-France zum hiesigen Verband, sodass die Anzahl der Mitgliedsgemeinden im Summe gleich blieb.
Zum 1. Januar 2019 bildeten die ehemaligen Gemeinden Eole-en-Beauce und Villeau die Commune nouvelle Éole-en-Beauce und die ehemaligen Gemeinden Janville, Allaines-Mervilliers und Le Puiset die Commune nouvelle Janville-en-Beauce. Dadurch verringerte sich die Anzahl der Mitgliedsgemeinden auf 48.
Zum 1. Januar 2025 bildeten die ehemaligen Gemeinden Barmainville, Neuvy-en-Beauce und Rouvray-Saint-Denis die Commune nouvelle Neuville Saint Denis. Dadurch verringerte sich die Anzahl der Mitgliedsgemeinden auf 46.

## Mitgliedsgemeinden
| Gemeinde                              | Einwohner 1. Januar 2022 | Fläche km² | Dichte Einw./km² | Code INSEE | Postleitzahl |
| ------------------------------------- | ------------------------ | ---------- | ---------------- | ---------- | ------------ |
| Ardelu                                | 72                       | 4,07       | 18               | 28009      | 28700        |
| Baigneaux                             | 216                      | 11,78      | 18               | 28019      | 28140        |
| Baudreville                           | 239                      | 13,03      | 18               | 28026      | 28310        |
| Bazoches-en-Dunois                    | 262                      | 18,68      | 14               | 28028      | 28140        |
| Bazoches-les-Hautes                   | 328                      | 16,98      | 19               | 28029      | 28140        |
| Beauvilliers                          | 342                      | 23,05      | 15               | 28032      | 28150        |
| Cormainville                          | 222                      | 17,83      | 12               | 28108      | 28140        |
| Courbehaye                            | 137                      | 19,7       | 7                | 28114      | 28140        |
| Dambron                               | 99                       | 11,99      | 8                | 28121      | 28140        |
| Éole-en-Beauce                        | 1.240                    | 102,86     | 12               | 28406      | 28140, 28150 |
| Fontenay-sur-Conie                    | 149                      | 13,25      | 11               | 28157      | 28140        |
| Fresnay-l’Évêque                      | 741                      | 29,04      | 26               | 28164      | 28310        |
| Garancières-en-Beauce                 | 222                      | 11,26      | 20               | 28169      | 28700        |
| Gommerville                           | 667                      | 32,45      | 21               | 28183      | 28310        |
| Gouillons                             | 337                      | 12,04      | 28               | 28184      | 28310        |
| Guilleville                           | 163                      | 13,41      | 12               | 28189      | 28310        |
| Guillonville                          | 463                      | 27,15      | 17               | 28190      | 28140        |
| Intréville                            | 121                      | 8,91       | 14               | 28197      | 28310        |
| Janville-en-Beauce                    | 2.482                    | 42,32      | 59               | 28199      | 28310        |
| Les Villages Vovéens                  | 3.977                    | 62,85      | 63               | 28422      | 28150        |
| Levesville-la-Chenard                 | 235                      | 13,89      | 17               | 28210      | 28310        |
| Loigny-la-Bataille                    | 215                      | 18,05      | 12               | 28212      | 28140        |
| Louville-la-Chenard                   | 247                      | 19,51      | 13               | 28215      | 28150        |
| Lumeau                                | 137                      | 15,28      | 9                | 28221      | 28140        |
| Mérouville                            | 215                      | 9,62       | 22               | 28243      | 28310        |
| Moutiers                              | 243                      | 21,2       | 11               | 28274      | 28150        |
| Neuville Saint Denis                  | 657                      | 41,86      | 16               | 28319      | 28310        |
| Nottonville                           | 283                      | 24,74      | 11               | 28283      | 28140        |
| Oinville-Saint-Liphard                | 277                      | 21,77      | 13               | 28284      | 28310        |
| Orgères-en-Beauce                     | 998                      | 15,24      | 65               | 28287      | 28140        |
| Ouarville                             | 534                      | 20,13      | 27               | 28291      | 28150        |
| Oysonville                            | 526                      | 9,63       | 55               | 28294      | 28700        |
| Péronville                            | 260                      | 24,9       | 10               | 28296      | 28140        |
| Poinville                             | 173                      | 8,08       | 21               | 28300      | 28310        |
| Poupry                                | 99                       | 14,48      | 7                | 28303      | 28140        |
| Prasville                             | 449                      | 16,26      | 28               | 28304      | 28150        |
| Réclainville                          | 203                      | 9,8        | 21               | 28313      | 28150        |
| Sainville                             | 1.037                    | 21,87      | 47               | 28363      | 28700        |
| Santilly                              | 306                      | 17,66      | 17               | 28367      | 28310        |
| Terminiers                            | 881                      | 31,72      | 28               | 28382      | 28140        |
| Tillay-le-Péneux                      | 313                      | 22,19      | 14               | 28390      | 28140        |
| Toury                                 | 2.620                    | 18,72      | 140              | 28391      | 28310        |
| Trancrainville                        | 169                      | 11,61      | 15               | 28392      | 28310        |
| Varize                                | 189                      | 13,85      | 14               | 28400      | 28140        |
| Villars                               | 180                      | 8,34       | 22               | 28411      | 28150        |
| Ymonville                             | 481                      | 20,69      | 23               | 28426      | 28150        |
| Communauté de communes Cœur de Beauce | 24.406                   | 963,29     | 25               | –          | –            |